# Marcus Malte
Marcus Malte, pseudonimo di Marc Martiniani (La Seyne-sur-Mer, 30 dicembre 1967), è uno scrittore francese.

## Biografia
Nato a La Seyne-sur-Mer, nella PACA, il 30 dicembre 1967, dopo gli studi cinematografici ha lavorato come proiezionista e come musicista prima di passare alla scrittura.
Dopo il suo esordio nel 1996 con Il dito di Horace ha pubblicato numerosi romanzi noir e polizieschi oltre a racconti per adulti e per ragazzi.
Nel 2007 Garden of love ha ricevuto il Premio Michel Lebrun mentre nel 2016 Le Garçon è stato insignito del Prix Femina e del Prix Cardinal Perraud.

## Opere

### Romanzi

#### SerieMister
- Il dito di Horace (Le Doigt d'Horace) (1996), Bresso, Hobby & Work, 2002 ISBN 88-7851-086-6
- Le Lac des singes (1997)

#### SerieLe Poulpe
- Le Vrai Con maltais (2008)

#### Altri romanzi
- Carnage, constellation (1998)
- Et tous les autres crèveront (2001)
- Mon frère est parti ce matin (2003)
- La Part des chiens (2003)
- Plage des Sablettes, souvenirs d'épaves (2005)
- I morti danzano in punta di piedi (Garden of Love) (2007), Casale Monferrato, Piemme, 2009 ISBN 978-88-384-8808-5
- Il corpo di Vera Nad (Les Harmoniques) (2011), Firenze, Barbès, 2012 ISBN 978-88-6294-269-0
- Cannisses (2012)
- Fannie et Freddie (2014)
- Il ragazzo (Le Garçon, 2016), traduzione di Giacomo Cuva, Roma: Fazi, 2019

### Racconti
- Intérieur Nord (2005)
- Toute la nuit devant nous (2008)

### Letteratura per l'infanzia
- Cent jours avec Antoine et Toine (2000)
- Sous ma couverture (2001)
- Bandit (2005)
- Il va venir (2006)
- Le Chapeau (2006)
- De poussière et de sang (2007)
- Le Chat Machin (2007)
- L'Échelle de Glasgow (2007)
- Scarrels (2008)
- Ô corbeau (2010)
- Mon vaisseau te mènera jeudi sur un nuage (2011)
- Appelle-moi Charlie (2011)
- Sous ma couverture vit un ours blanc (2012)
- La Chanson de Richard Strauss (2012)